# Broadchurch
Cet article possède un paronyme, voir Broad church.
Broadchurch est une série télévisée britannique policière créée par Chris Chibnall et diffusée depuis le 4 mars 2013 sur ITV. En France, elle est diffusée sur France 2, au Québec sur ICI Radio-Canada Télé et en Suisse sur RTS Un.
La série raconte l'enquête sur la disparition d'un jeune garçon par la police, menée par les inspecteurs Alec Hardy (interprété par David Tennant) et Ellie Miller (Olivia Colman). Chibnall, le scénariste principal, s'est inspiré d'une petite ville du Dorset, sur la côte Jurassique dont les falaises sont un élément de décor majeur de ce drame policier.
Après l'énorme succès de la série dans son pays d'origine, Broadchurch a vu la production d'une deuxième et d'une troisième saison. Elle a aussi fait l'objet d'une adaptation américaine par le réseau FOX en 2014, intitulée Gracepoint et d'un remake en français produit par France 2 et intitulé Malaterra, diffusé en 2015.

## Synopsis
Dans la première saison, l’assassinat d'un jeune garçon, Danny Latimer, met sous le feu des projecteurs la communauté de Broadchurch, petite ville côtière du comté de Dorset. L'inspecteur principal Alec Hardy, récemment nommé à son poste, est chargé de l'enquête avec le sergent Ellie Miller, proche de la famille Latimer.
La deuxième saison couvre à la fois la suite directe de la première, avec notamment le procès du suspect du meurtre de Danny, ainsi que l'enquête de Hardy et Miller sur une affaire vieille de plusieurs années.
La troisième saison reprend deux ans après le procès et trois ans après le meurtre de Danny. Une quinquagénaire sans histoires, Patricia Winterman, a été violée au cours d'une soirée. Hardy et Miller s'unissent pour l'enquête alors qu'ils s'interrogent sur leur avenir dans la petite ville de Broadchurch.

## Fiche technique
- Titre original : Broadchurch
- Création : Chris Chibnall
- Réalisation : James Strong, Euros Lyn, Mike Barker, Jessica Hobbs et Jonathan Teplitzky
- Scénario : Chris Chibnall et Louise Fox (1 épisode)
- Photographie : Matt Gray et John Conroy
- Musique : Ólafur Arnalds
- Production : Jane Featherstone, Chris Chibnall et Richard Stokes
- Sociétés de production : Kudos Film and Television, Shine Group, Imaginary Friends
- Sociétés de distribution : ITV
- Pays d'origine :  Royaume-Uni
- Lieu de tournage : Angleterre
- Langue originale : anglais
- Genre : drame, policier
- Durée : 45 minutes
- Dates de diffusion :
  - Royaume-Uni : 4 mars 2013 sur ITV
  - Suisse : 20 décembre 2014 sur RTS Un[2]
  - Québec : février 2014 sur ICI Radio-Canada Télé
  - France : 17 février 2014 sur France 2

## Distribution

### Acteurs principaux
- David Tennant (VF : Stéphane Ronchewski) : Inspecteur principal Alec Hardy
- Olivia Colman (VF : Anne Dolan) : sergent Ellie Miller
- Jodie Whittaker (VF : Julie Turin) : Beth Latimer, la mère de Danny
- Andrew Buchan (VF : Jérémy Prévost) : Mark Latimer, le père de Danny
- Adam Wilson : Tom Miller, le fis aîné d'Ellie et Joe
- Charlotte Beaumont (VF : Margaux Laplace) : Chloé Latimer, la grande sœur de Danny
- Jonathan Bailey (VF : Alexis Tomassian) : Oliver « Olly » Stevens, jeune journaliste local et neveu d'Ellie
- Arthur Darvill (VF : Mathias Casartelli) : le révérend Paul Coates
- Matthew Gravelle (VF : Jérémy Bardeau) : Joseph « Joe » Miller, la mari d'Ellie

### Acteurs secondaires
- Tanya Franks : Lucy Stevens, la sœur d'Ellie et la mère d'Olly
- Simone McAullay (VF : Aurore Bonjour) : Becca Fisher, la gérante d'un hotel et amante de Mark
- Carolyn Pickles (VF : Sylvie Genty) : Maggie Radcliff, rédactrice en chef du journal local
- Pauline Quirke (VF : Annie Le Youdec) : Susan Wright, femme mystérieuse propriétaire d'un bungalow
- Joe Sims (VF : Emmanuel Garijo) : Nigel Carter, meilleur ami de Mark

#### Saison 1 seulement
- Jacob Anderson (VF : Namakan Koné) : Dean Thomas, petit-ami de Chloé
- David Bradley (VF : Marc Cassot) : Jack Marshall, épicier
- Susan Brown (VF : Évelyne Grandjean) : Liz Roper, la grand-mère de Danny
- Vicky McClure (VF : Sybille Tureau) : Karen White, journaliste de Londres enquêtant sur Alec Hardy
- Will Mellor (VF : Thierry Kazazian) : Steve Connel

#### Saison 2 seulement
- Marianne Jean-Baptiste (VF : Pascale Vital) : Sharon Bishop
- James D'Arcy (VF : Christian Gonon) : Lee Ashworth
- Shaun Dooley (VF : Jean-Baptiste Marcenac) : Ricky Gillespie
- Eve Myles (VF : Jessie Lambotte) : Claire Ripley
- Charlotte Rampling (VF : elle-même) : Jocelyn Knight
- Meera Syal : la juge Sonia Sharma
- Phoebe Waller-Bridge : Abby

#### Saison 3 seulement
- Julie Hesmondhalgh : Trish Winterman
- Sarah Parish (VF : Martine Irzenski) : Cath Atwood
- Mark Bazeley : Jim Atwood
- Lenny Henry (VF : Xavier Thiam) : Ed Burnett
- Charlotte Lucas : Sarah Elsey
- Charlie Higson : Ian Winterman
- Georgina Campbell : DC Katie Harford
- Mariah Gale (VF : Pauline Moingeon Vallès) : Caroline Hughes
- Kelly Gough (VF : Noémie Orphelin) : Laura Benson
- Simone Ashley : Dana
- Hannah Rae (VF : Lisa Caruso) : Daisy Hardy
- Sunetra Sarker (VF : Delphine Braillon) : Sahana Harrison
- Chris Mason (VF : Tony Marot) : Leo Humphries
- Jim Howick : Aaron Mayford
- Richard Hope (VF : Gérard Darier) : Arthur Tamworth
- Hannah Millward (VF : Alice Orsat) : Leah Winterman
- Sebastian Armesto (VF : Eilias Changuel) : Clive Lucas
- Becky Brunning (VF : Edwige Lemoine) : Lindsay Lucas
- Deon Lee-Williams (VF : Benjamin Bollen) : Michael Lucas

- Version française
  - Société de doublage : Dubbing Brothers puis Deluxe Media Paris[3],[4]
  - Direction artistique : Marie-Laure Beneston[3],[4]
  - Adaptation des dialogues : Chantal Bugalski et Philippe Sarrazin[4]

Sources VF : RS Doublage, Doublage Séries Database et le carton de doublage télévisuelle.

## Production

### Création et développement
Le créateur et scénariste Chris Chibnall a commencé à réfléchir à Broadchurch en 2003 alors qu'il travaillait sur sa première série, Born and Bred (en). Le concept était alors : quel effet aurait le meurtre d'un enfant sur une petite communauté en apparence soudée, et comment les personnages allaient réagir à l'attention médiatique et aux suspicions mutuelles qui suivent généralement de tels drames.

### Tournage
La série a été tournée entre août et novembre 2012, principalement dans une station balnéaire de la Côte jurassique : West Bay, dans la ville de Bridport (où vit Chris Chibnall, le créateur de la série), dans le comté du Dorset, qui est bien celui où est censée se trouver la cité fictive de Broadchurch,. Certaines scènes sont tournées à Eype (en), toujours dans le Dorset. Mais, dans le comté voisin du Somerset, la ville de Clevedon a fourni nombre de décors, tandis que certaines scènes additionnelles ont été tournées à Portishead, Shepton Mallet et Weston-super-Mare, également dans le Somerset ainsi qu’à Yate dans le South Gloucestershire. Les scènes à l’intérieur du poste de police ont été tournées en studio à Bristol.

Lieux de tournage de la série
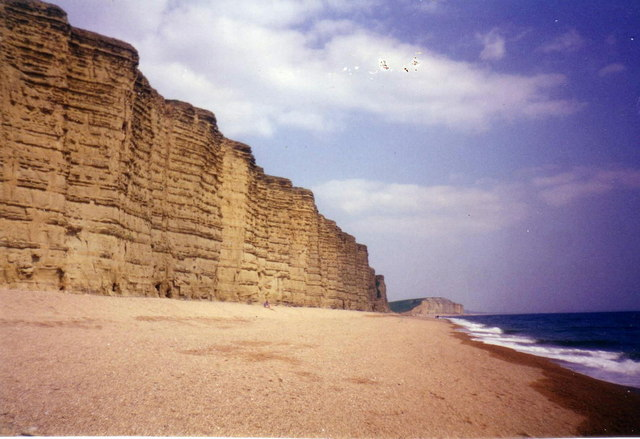
La série débute par la découverte du cadavre du jeune Danny Latimer aux pieds d’une falaise de Broadchurch. C’est ce rivage surplombé par l’East Cliff à West Bay qui est le lieu du tournage de cette scène.
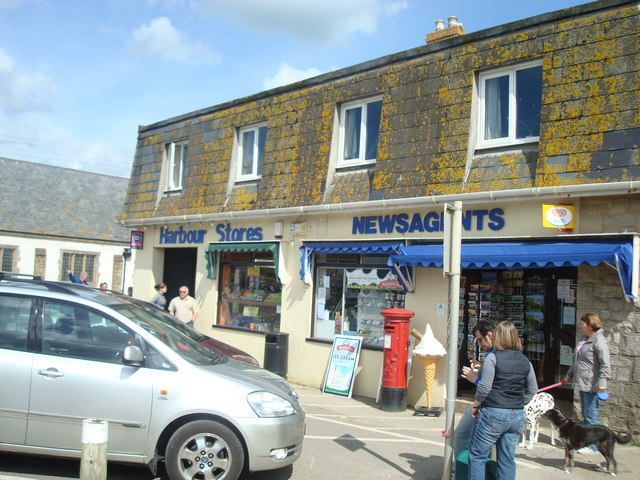
Ce magasin de journaux de West Bay est devenu dans la série celui de la cité de Broadchurch, géré par le personnage de Jack Gerald Marshall.
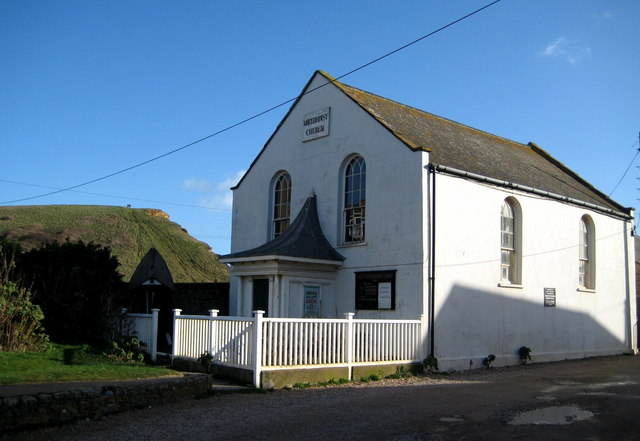
Cette chapelle méthodiste, près de la plage de West Bay, est devenue dans la série le local de l’association de scouts marins dont était membre Danny Latimer.
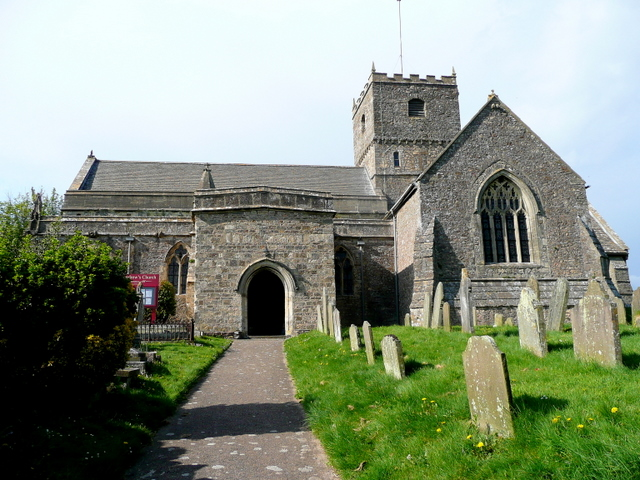
L’église Saint-André de Clevedon (en), utilisée pour être celle de la paroisse du révérend Paul Coates, autre personnage de la série.

### Musique

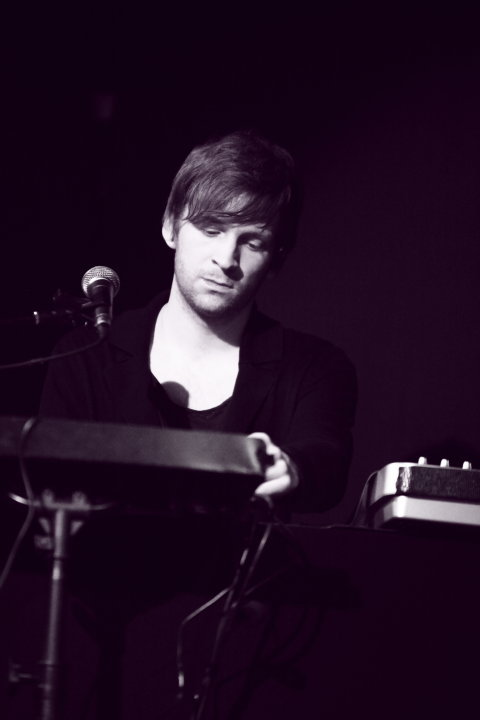
Le musicien islandais Ólafur Arnalds a composé la musique et les sons pour les deux saisons de Broadchurch.

Pour la bande originale de la série, Chris Chibnall a fait appel au compositeur islandais Ólafur Arnalds, dont il est un grand admirateur et dont la musique a inspiré Chibnall pendant l'écriture.
Ólafur a rejoint le projet en décembre 2012. Pour son travail, il s'est basé sur les scripts de la première saison et a recherché des sons qu'on pourrait entendre dans la région du Dorset. Le principal problème qu'il a rencontré était un manque de temps, puisqu'il ne disposait que de quatre mois entre le début de son travail et la diffusion des épisodes. Malgré cela, Ólafur a reconnu que la sérénité de Chibnall a été un atout dans la composition.
Ólafur ne s'est pas orienté vers une musique orchestrale classique pour Broadchurch, ce qu'il jugeait trop grand et parfait, pour se restreindre à un quatuor à cordes et piano, accompagnés de sons électroniques. L'enregistrement n'a pris que cinq jours dans une église de Reykjavik. La bande originale de la première saison compte quatre titres : So Close (la seule qui a des paroles), Suspects, Arcade and Broken. So Close est utilisée comme générique de fin de la première saison. Ólafur a collaboré avec le chanteur Arnór Dan du groupe islandais Agent Fresco (avec qui Ólafur a travaillé sur son troisième album, For Now I Am Winter, en 2013). Arnór a écrit la mélodie chantée, pendant que Ólafur écrivait le reste des mélodies. Chris Chibnall a participé à l'écriture des paroles, et y aurait glissé des indices sur l'identité du tueur.
La bande originale de la première saison est éditée le 15 avril 2013 par Mercury Classics.
| 1.  | Main Theme             | 3:05 |
| 2.  | Danny                  | 4:23 |
| 3.  | The Journey            | 7:05 |
| 4.  | So Close               | 3:51 |
| 5.  | Suspects               | 2:46 |
| 6.  | What Did They Ask You? | 2:40 |
| 7.  | She's Your Mother      | 1:58 |
| 8.  | Excavating The Past    | 5:36 |
| 9.  | The Meeting            | 5:11 |
| 10. | Broken                 | 4:19 |
| 11. | I'm Not The Guilty One | 2:03 |
| 12. | So Far                 | 4:32 |
| 13. | Beth's Theme           | 5:15 |

## Épisodes

### Première saison (2013)
- Épisode 1 (Episode 1.1)
- Épisode 2 (Episode 1.2)
- Épisode 3 (Episode 1.3)
- Épisode 4 (Episode 1.4)
- Épisode 5 (Episode 1.5)
- Épisode 6 (Episode 1.6)
- Épisode 7 (Episode 1.7)
- Épisode 8 (Episode 1.8)

### Deuxième saison (2015)
Dès avril 2013, ITV a commandé une seconde saison, prévue pour 2014. Les acteurs Eve Myles, James D'Arcy, Marianne Jean-Baptiste et Charlotte Rampling ont rejoint le casting.
- Épisode 1 (Episode 2.1)
- Épisode 2 (Episode 2.2)
- Épisode 3 (Episode 2.3)
- Épisode 4 (Episode 2.4)
- Épisode 5 (Episode 2.5)
- Épisode 6 (Episode 2.6)
- Épisode 7 (Episode 2.7)
- Épisode 8 (Episode 2.8)

### Troisième saison (2017)
Interviewé par TéléObs, le créateur de la série Chris Chibnall a confié qu'une saison 3 était « une possibilité ». Le 23 février 2015, lors de la diffusion du dernier épisode de la saison 2, la production d'une troisième saison a été confirmée par ITV. Cependant, Chibnall souhaiterait que la troisième saison soit la dernière, pour éviter le syndrome des séries à rallonge : « mais après on s'arrêtera là, il n'y aura pas de saisons 4, 5 ou 6. »
La diffusion a lieu entre le 27 février et le 17 avril 2017 sur ITV au Royaume-Uni. La diffusion de cette dernière saison a lieu à compter du 23 octobre 2017 sur France 2.
- Épisode 1 (Episode 3.1)
- Épisode 2 (Episode 3.2)
- Épisode 3 (Episode 3.3)
- Épisode 4 (Episode 3.4)
- Épisode 5 (Episode 3.5)
- Épisode 6 (Episode 3.6)
- Épisode 7 (Episode 3.7)
- Épisode 8 (Episode 3.8)

## Univers de la série

### Personnages
(juillet 2016).

#### La police
- L'inspecteur principal Alec Hardy (David Tennant) - Tout juste arrivé à Broadchurch après le scandale d'une précédente affaire, Alec est déterminé à trouver le meurtrier de Danny Latimer. Au début, lui et Ellie ne s'entendent pas, car Alec a pris la place que sa collègue espérait, et tous deux ont des personnalités très différentes. Alec souffre d'arythmie cardiaque, il est divorcé et a une fille, Daisy.
- Le sergent Ellie Miller (Olivia Colman) - De retour de vacances, Ellie découvre avec colère qu'Alec Hardy a été promu inspecteur chef, un poste qu'elle espérait. Elle a un lien particulier avec la famille Latimer car son fils, Tom, était le meilleur ami de Danny.

#### La famille Latimer
- Beth Latimer (Jodie Whittaker) - Beth est la mère de Danny et Chloe puis Liz, et la femme de Mark. Elle travaille à l'office du tourisme de Broadchurch. Complètement effondrée par la mort de son fils, elle a du mal à faire face à la situation et au regard des autres. Elle parle à Paul Coates puis à son mari de sa grossesse.
- Mark Latimer (Andrew Buchan) - Mark est le père de Danny et Chloe puis Liz, et le mari de Beth. Il travaille comme plombier. Il est emmené au commissariat en raison d'un alibi non vérifiable : Mark ne peut pas dire où il se trouvait la nuit du meurtre. En réalité cette nuit-là, il menait une relation extra-conjugale avec Becca, la propriétaire de l'hôtel.
- Chloe Latimer (Charlotte Beaumont) - Chloe est la fille de Beth et Mark, et la sœur aînée de Danny. À 15 ans, l'étudiante est accablée par la mort soudaine de son frère, mais elle est aussi inquiète que sa relation avec Dean, un garçon plus âgé, soit découverte.
- Daniel (« Danny ») Latimer (Oskar McNamara) - Danny, 11 ans, est le fils de Beth et Mark, et le frère de Chloé. Son corps est retrouvé sur la plage au pied des falaises. Avant son assassinat, une caméra de surveillance l'a filmé dans la rue sur son skate-board à 3 h du matin. La police n'a pas retrouvé le skate-board ni le téléphone portable du garçon, mais des traces de son sang ont été relevées dans une maison de campagne et sur un bateau.
- Liz Roper (Susan Brown) - Liz est la grand-mère de Danny et Chloe, et la mère de Beth.
- Liz Latimer - Au cours de la saison 1, Beth est enceinte de Liz (qui tient son prénom de sa grand-mère). Beth aura du mal à accepter cette grossesse étant donné la mort récente de son fils. On ne verra Liz qu'au cours de la saison 2.

#### La famille Miller
- Ellie Miller (Voir plus haut au paragraphe La police).
- Joe Miller (Matthew Gravelle) - Joe est le mari d'Ellie et le père de Tom. Il reste à la maison depuis la naissance de son dernier enfant et fait de son mieux pour soutenir sa femme tout au long de l'enquête.
- Tom Miller (Adam Wilson) - Tom est le fils aîné d'Ellie et Joe. Il était considéré comme le meilleur ami de Danny alors que dans l'épisode 6 on apprend qu'il le détestait. Pendant l'enquête, on le voit supprimer des messages sur son téléphone et sur son ordinateur. Il tente d'endommager son ordinateur afin de rendre irrécupérables les données présentes dans son disque dur.
- Fred Miller (Benji Yapp) - Fred est le fils cadet d'Ellie et Joe. Son père a quitté son métier d'infirmier pour s'occuper de lui.

#### Les journalistes
- Maggie Radcliffe (Carolyn Pickles) - Maggie est la rédactrice en chef du Broadchurch Echo. Elle est furieuse du tweet d'Olly et lui demande d'agir avec intégrité.
- Oliver (« Olly ») Stevens (Jonathan Bailey) - Olly est le neveu d'Ellie et un journaliste du Broadchurch Echo. Son insistance pour couvrir l'enquête et son tweet sur l'identité de la victime lui valent les foudres de sa supérieure et de sa tante.
- Karen White (Vicky McClure) - Karen est journaliste au Daily Herald. Elle se rend à Broadchurch pour y découvrir toute l'histoire. Elle compte également surveiller Alec, dont elle a suivi le passé lors du précédent scandale de l'affaire Sandbroock (affaire qui sera résolue dans la saison 2 par Hardy et Miller).
- Len Danvers (Simon Rouse) - Len est le supérieur de Karen au Daily Herald. Il tente d'obtenir l'exclusivité sur l'affaire Broadchurch avant les autres journaux nationaux. Il compte sur Karen pour obtenir des informations et une interview de la famille Latimer.

#### Autres personnages
- Révérend Paul Coates (Arthur Darvill) - Paul Coates est le pasteur de Broadchurch. C'est à lui que Beth confie en premier sa grossesse ; il lui conseille de garder l'enfant.
- Susan Wright (Pauline Quirke) - Susan est une femme isolée qui habite dans une caravane en bord de mer. Elle préfère observer les affaires de Broadchurch de loin, mais elle montre un intérêt particulier pour la mort de Danny, qui a eu lieu non loin de son domicile. Son passé l'a conduite à changer de nom. Elle a un lien avec Nigel.
- Steve Connolly (Will Mellor) - Steve est un ingénieur du téléphone, appelé au commissariat pour ajouter des lignes. Il dit avoir des messages médiumniques et révèle que Danny a été assassiné par une personne qu'il connaissait, puis emmené dans un bateau. Alec lui rappelle que la police doit se baser sur des faits, et menace de l'arrêter.
- Jack Gerald Marshall (David Bradley) - Jack est le propriétaire d'une petite boutique où travaillait Danny comme livreur de journaux. Lorsque les médias révèlent son passé (il a aimé une jeune fille), Jack décide de se suicider.
- Nigel (« Nige ») Carter (Joe Sims) - Nigel est l'employé et l'ami de Mark, proche de la famille Latimer. Susan Wright affirme l'avoir vu porter le corps de Danny sur la plage la nuit du meurtre.
- Becca Fisher (Simone McAullay) - Becca est la propriétaire de l'hôtel où loge Alec. Elle a une relation avec Mark Latimer. Elle a aussi demandé à Chloe de se procurer de la cocaïne pour un de ses clients.
- Dean Thomas (Jacob Anderson) - Dean est un lycéen et le petit ami de Chloe.
- Lucy Stevens (Tanya Franks) - Lucy est la mère d'Olly et la sœur d'Ellie. Elle était l'assistante d'un banquier important, mais a été licenciée pour cause de faillite. Elle confie à Ellie ce qu'elle a vu la nuit du meurtre, en échange d'une aide financière.

Source personnages : portail de Broadchurch sur France2.fr

## Accueil

### Audiences
La première saison de la série a été un énorme succès au Royaume-Uni, en réunissant environ 9 millions de téléspectateurs sur la chaîne ITV.
Lors de leurs premières diffusions à la télévision française sur France 2, les trois premiers épisodes de la série ont été un succès en réunissant 6,7 millions de téléspectateurs, plaçant la chaîne à la tête des audiences de la soirée devant notamment Joséphine, ange gardien. De plus, la série est également un très grand succès sur internet, puisqu'elle est devenue le programme télévisé le plus visionné en Replay depuis l'invention de ce système,.

### Accueil critique
La première saison de Broadchurch a reçu de très bonnes critiques, totalisant un score de 91/100 sur le site d'agrégation Metacritic. Olivier Joyard des Inrockuptibles souligne l'efficacité de l'écriture de Chris Chibnall dans une série qui « repose sur une idée d’une simplicité absolue, mais elle la fait fructifier avec une complexité de plus en plus palpable au fil des épisodes. » L'Express remarque que la série s'intéresse plus à l'implosion de la communauté à travers une analyse psychologique qui cherche à comprendre les causes du crime plutôt que les moyens. Dans Télérama, Pierre Langlais parle d'« une série dure, bâtie sur la psychologie trouble de ses personnages. Malgré quelques longueurs [...], on se laisse emporter par la charge émotionnelle du récit, et par l'intensité de David Tennant et d'Olivia Colman, tous deux remarquables. »

## Distinctions

### Récompenses
- Freesat Awards 2013 : meilleur programme ou série britannique
- TV Choice Awards 2013 :
  - Meilleure nouvelle série dramatique
  - Meilleur acteur pour David Tennant
- Broadcast Award 2013 :
  - Meilleure série dramatique
  - Meilleure exportation internationale
- British Academy Television Awards 2014 :
  - Meilleure série dramatique
  - Meilleure actrice pour Olivia Colman
  - Meilleur acteur dans un second rôle pour David Bradley
- Broadcasting Press Guild Awards 2014 :
  - Meilleure série dramatique
  - Meilleure actrice pour Olivia Colman
  - Meilleur réalisateur pour Chris Chibnall
- Royal Television Society Awards 2014 :
  - Meilleure série dramatique
  - Meilleure actrice pour Olivia Colman
- South Bank Sky Arts Award 2014 : meilleure série télévisée dramatique
- TRIC Awards 2014 : programme criminel de l'année
- Festival international des programmes audiovisuels de Biarritz 2015 : EuroFipa d’honneur pour Chris Chibnall et l’ensemble de sa carrière
- TV Choice Awards 2017 :

• Meilleure série dramatique
• Meilleur acteur pour David Tennant
• Meilleure actrice pour Olivia Colman

### Nominations
- Festival de télévision de Monte-Carlo 2013 :
  - Meilleure mini-série
  - Meilleur acteur dans une mini-série pour David Tennant
  - Meilleure actrice dans une mini-série pour Olivia Colman
- TV Choice Awards 2013 : meilleure actrice pour Olivia Colman
- British Academy Television Awards 2014 : Radio Times Audience Award
- International Emmy Awards 2014 : meilleure performance d'actrice pour Olivia Colman
- National Television Awards 2018 :
  - Meilleur acteur pour David Tennant
  - Meilleure actrice pour Olivia Colman
  - Meilleure série dramatique

## DVD et Blu-ray
- Zone 2 : Le coffret Broadchurch - L'intégrale de la saison 1, édité par France Télévisions Distribution est disponible en 3 DVD et en 2 Blu-ray depuis le 13 mars 2014 en France, et depuis le 20 mai 2013 au Royaume-Uni.

## Produits dérivés

### Adaptations
En août 2013, le réseau FOX annonce qu'elle va produire une version américaine de la série. Le pilote sera écrit par Chris Chibnall, également producteur délégué. La production a débuté en janvier 2014 pour une diffusion dans la saison 2014-2015. En octobre 2013, David Tennant a confirmé qu'il reprendra son rôle pour l'adaptation américaine de la série, alors que Anna Gunn interprète le rôle tenu par Olivia Colman, Ellie Miller, et Jacki Weaver celui de Susan Wright. L'adaptation est intitulée Gracepoint.
France 2 a annoncé la production d'un remake français intitulé Malaterra. Huit épisodes de cinquante-deux minutes ont été commandés par la chaîne. La série sera réalisée par Jean-Xavier de Lestrade, et le tournage débutera en Corse pendant l'année 2015.

### Roman
L'écrivain Erin Kelly a publié en 2014 un récit intitulé Broadchurch, basé sur la première saison de cette série télévisée (aux Éditions Delpierre pour la traduction en français, octobre 2014).